# Cerithiopsis academicorum
Cerithiopsis academicorum là một loài ốc biển rất nhỏ, là động vật thân mềm chân bụng sống ở biển trong họ Cerithiopsidae. Loài này có ở Biển Caribe và Vịnh Mexico. Nó được Emilio Rolán và José Espinosa miêu tả năm 1996.

## Miêu tả
Chiều dài tối đa của vỏ ốc được ghi nhận là 4 mm.

## Môi trường sống
Độ sâu tối thiểu được ghi nhận là 1 m. Độ sâu tối đa được ghi nhận là 40 m.